# حمام ترک‌ها
حمام ترکها مربوط به دوره پهلوی اول است و در شهرستان جاجرم، بخش جلگه سنخواست، دهستان چهارده سنخواست، روستای کلاته ترکها واقع شده و این اثر در تاریخ ۲۵ آبان ۱۳۸۷ با شمارهٔ ثبت ۲۳۷۵۴ به‌عنوان یکی از آثار ملی ایران به ثبت رسیده است.